# T'es fou Marcel...
Pour plus de détails, voir Fiche technique et Distribution.
T'es fou Marcel... est un court métrage documentaire réalisé par Jean Rochefort en 1974.

## Synopsis
Jean Rochefort s'improvise réalisateur pour ce court-métrage documentaire consacré à l'acteur Marcel Dalio, qu'il filme pendant une nuit à Paris.

## Fiche technique
- Réalisateur : Jean Rochefort
- Image : Étienne Szabo
- Genre : documentaire
- Année : 1974
- Pays :  France

## Distribution
- Marcel Dalio
- Jean-Paul Belmondo
- Jean-Pierre Marielle
- Yves Montand
- Jean-Claude Dauphin
- Michel Beaune